# Buldogi
Buldogi, slovenska punk skupina iz Ljubljane (Moste), ki je začela delovati leta 1979.   
Sodi v prvi val ljubljanskega punka. Veliko je nastopala na Hrvaškem in v Srbiji. V začetku osemdesetih je nastopila v dramskem krožku Gimnazije Moste. Leta 1982 je razpadla, ne da bi prej izdala nosilec zvoka.    
Leta 2009 se je vrnila na sceno in izdala kompilacijo s starim materialom, dve leti kasneje pa še nov album. Nastopila je na ustanovnem kongresu Združene levice.   

## Člani skupine
- Robert Vrtovšek »RV Maček« - vokal, kitara

- Damjan »Damo« Zorc - vokal

- Rok Zupan - kitara

- Janez Fifolt - bas kitara

- Blaž Grm - bobni
- Aleš Černivec ?

## Diskografija

### Albumi
- Ni lepo. Založba Radio Študent : Kapa Records, 2011 (COBISS)

### Kompilacije
- Novi punk val. RTV, 1981 (COBISS)
- Za-vedno! : novi val 78 - 84. Založba kaset in plošč : Glasbena produkcija ŠKUC, 2003 (COBISS)
- Rektospektiva : 1979-1982. Kapa Records. 2009 (COBISS)
- Val 09 : imamo dobro glasbo. Založba kaset in plošč : Val 202, Radio Slovenija, p 2009 (COBISS)
- No border jam. No. 7 : XX. festival. Subkulturni azil : Frontrock, 2012 (COBISS)